# Adobe Photoshop Lightroom
Adobe Photoshop Lightroom（あどび　ふぉとしょっぷ　らいとるーむ、左記が正式名称で製品名は短い名称として Lightroom を使用することがある）は、デジタル写真の画像処理、編集、閲覧、管理、共有を行うためのクラウド中心型ソフトウェアサービスであり、Lightroomを冠した製品の一つである。
Adobe Photoshop Lightroom Classic（あどび　ふぉとしょっぷ　らいとるーむ　くらしっく、左記が正式名称で製品名は短い名称として Lightroom Classic を使用することがある）
は、デジタル写真の画像処理、編集、閲覧、管理を行うためのデスクトップ用ソフトウェアである。
Adobeが、２つの製品の開発、販売、サポートを行っている。

## 背景

### 製品の始まりから発表までの道のり[8][注釈 2]

#### 新たな取り組みの始まり
2002年後半の当時、マーク・ハンバーグ(Mark Hamburg)は、Photoshop開発チームを離れた後、アドビのデジタルメディアラボに在籍し、グレッグ・ギリー(Greg Gilley)の指導のもと、主に当時マークが関心を高めていたデジタル写真の実験的開発に取り組んでいた。
グレッグはすでにデジタル写真に強い興味を持っており、それがマーク・ハンバーグ(Mark Hamburg)にも伝わっていた。
具体的には、レイヤーを使用しないスナップショットによる塗装に基づいた概念実証アプリケーションに取り組んでいた。
2002年10月の頃に、マーク・ハンバーグ(Mark Hamburg)は、PixelToy（彼自身の内側の頭文字規則を破った）と名付け、冗談めかして"SchewePaint"と呼ばれる小さな発展的なアプリケーションをジェフ・スキュー(Jeff Schewe)に送った。
マーク・ハンバーグ(Mark Hamburg)は、多かれ少なかれジェフ・スキュー(Jeff Schewe)に合うようにPhotoshopの履歴機能を開発していたため、ジェフ・スキュー(Jeff Schewe)が新しい"おもちゃ"を見ることに他にないほどに適していると信じていた。

#### 新プロジェクト立上げ
2002年12月にマーク・ハンバーグ(Mark Hamburg)、UIデザイナーのサンディ・アルベス(Sandy Alves)、プロジェクト・リードのアンドレイ・ヘラシムチュク(Andrei Herasimchuk)、トーマス・ノール(Thomas Knoll)がジェフ・スキュー(Jeff Schewe)のスタジオを訪れ、写真家に向けた製品のブレインストーミングを数日間行った。
そのミーティングの中でジェフ・スキュー(Jeff Schewe)は、1つの画像に多くの時間を費やすアプリケーションではなく、多くの画像を簡単かつ効率的に扱うアプリケーションを開発することの重要性を話した。
1990年代には、画像処理アーティストが1枚の画像に費やす時間がすべてだったが、新世紀には、多くの画像に費やす時間をできるだけ少なくするように設計されたアプリケーションを必要としている。
マークは、デジタル画像処理のための新しいアプリケーションが必要だという強い信念に基づいて、そのアプリケーションのコードネームをShadowlandと名づけて開発に着手した。
マーク・ハンバーグ(Mark Hamburg)は、コードネームを作るとき、好んで音楽を参考にしてきた。
彼の好みに従って、コードネームのShadowlandは、K.D.Langの1988年アルバムのShadowlandから名づけられた。
Shadowlandの開発初期は、控えめに言っても少し前途多難だった。
Adobeは、Photoshopとして知られている生態圏の中でShadowlandを位置づけるためにどこにどのようにするのか知らなかった。
写真家が、何を必要として何を求めているかを正確に見極めるために、かなり多くの時間が研究に費やされた。
マーク・ハンバーグ(Mark Hamburg)、サンディ・アルベス(Sandy Alves)、アンドレイ・ヘラシムチュク(Andrei Herasimchuk)と研究者のグレイス・キム(Grace Kim)は、全国で数多くの写真家のスタジオへ現場視察を行った。
そこで、彼らは、あらゆる写真撮影業から幅広い種類の写真家（有名人もいれば、普通の勤勉な人々もいる）にインタビューをした。
目的は、デジタルでなかなか解決しない問題がどこにあるのかを特定し、その問題を軽減する革新的な解決策を設計することでした。

#### 新しいシステムの誕生
マーク・ハンバーグ(Mark Hamburg)が、グレッグ・ゴーマン(Greg Gorman)のスタジオへ訪れたときのこと。
その日、Gregはキヤノン EOS 1Dsを使用してモデルのアンドリュー・アサートン(Andrew Atherton)とケビン・アサートン(Kevin Atherton)（シルク・ド・ソレイユの公演Varekaiの双子の体操選手）を撮影していて、最終的に4GBの写真を撮影した。
マーク・ハンバーグ(Mark Hamburg)は、その間にキヤノン EOS 10Dを使用して、モデルや撮影中のGregを含むスタジオ内のカメラを向けられるものすべてを撮影し、最終的に約4GB分の写真を記録した。
撮影を終えたマーク・ハンバーグ(Mark Hamburg)は、自分が撮影した写真をコンパクトフラッシュからPCへダウンロードし、すべての写真ファイルを処理しようとしたが、大量のRAW画像の処理に手間取り、取り扱いが難しいことを体験して学んだ。
マーク・ハンバーグ(Mark Hamburg)と2人のモデル、サンディ・アルベス(Sandy Alves)は、グレッグ・ゴーマン(Greg Gorman)が写真を処理する作業を見守った。
グレッグ・ゴーマン(Greg Gorman)は、撮影時にRAWに加えてJPEGも保存していたため、写真の選定にはPhotoshopのファイルブラウザより高速に動作するiView MediaProを使用することができた。
そして、選定した写真をCamera Rawで素早く編集することで、モデルたちがスタジオを出る間までに彼らの最終プリントを仕上げることができた。
写真家が必要としていたのは、大量の写真ファイルの選定、編集して印刷までを迅速に行う方法だということを示していた。
写真家が必要としていたことは、PhotoshopやCamera Raw対応のBridgeでさえ、全く提供することができていなかった。
マーク・ハンバーグ(Mark Hamburg)とShadowlandのメンバーは、その人たちが必要とするものは、選定から印刷までを一貫して処理できる作業基準システム（タスクベースシステム）であり、その中に必要な作業を見つけ出すために多くの現場を訪れた。
これが、Shadowlandの原点となった。

#### チームメンバーの欠員補充
しかし、Shadowlandには問題が次々と起きた。
最初に、サンディ・アルベス(Sandy Alves)が、チームを去った。彼女は、通勤をやめることを決め、夫とともにサンタクララからタホ湖の外の山へ引っ越した。
次に、アンドレイ・ヘラシムチュク(Andrei Herasimchuk)は、少しうんざりして設計会社のInvolution Studiosを設立するために辞めた。
マーク・ハンバーグ(Mark Hamburg)はまた、自分ひとりではすべてをこなせないため、エンジニアの追加募集もせざるを得なくなった。
Adobe ImageReadyのコードをどう扱うかを評価するためにAdobeミネアポリスに行ったとき、彼はImageReadyチームのシニアエンジニアの一人、トロイ・ゴール(Troy Gaul)と出会った。
トロイ・ゴール(Troy Gaul)とメリッサ・ゴール(Melissa Gaul)は、マーク・ハンバーグ(Mark Hamburg)と良好な協力関係を築いた（必ずしも簡単なことではない）。トロイ・ゴール(Troy Gaul), メリッサ・ゴール(Melissa Gaul)と他の元ImageReadyエンジニア（Minnesota Phatsと呼ばれる）の何人かは、マーク・ハンバーグ(Mark Hamburg)と仕事をするために契約し、ようやくエンジニアリングチームを結成した。
しかし、アンドレイを失ったことで、マーク・ハンバーグ(Mark Hamburg)にはプロダクトマネージャーがいなかった。
ジョージ・ジャーディン(George Jardine)がエンジニアリングチームに加わった。
ジョージ・ジャーディン(George Jardine)は、元Adobeの人間で1990年代半ばにRussell Preston BrownとともにPhotoshopの拡販を担当していた。
ジョージ・ジャーディン(George Jardine)は、シカゴのShigeta-Wright Studiosで働いていたことで、商業写真家の経歴を持っていた（皮肉にも私のスタジオから通りのすぐ下ではあるが、私たちはかなり後に初めて会った）。

#### 革新的なUIの誕生
マーク・ハンバーグ(Mark Hamburg)、ジョージ・ジャーディン(George Jardine)、グレイス・キム(Grace Kim)の3人がShadowlandの機能セットを確定しようとしたり、アドビのプロ向け画像処理製品群の中でのプロダクトポジションを開発しようと試みたりしている間、何カ月もの月日が過ぎていった。
開発はゆっくりと続けられ、新しいビルドが初期のアルファテスターの少数精鋭グループに送られた。
アドビの中には、マーティン・イブニング(Martin Evening)、カトリン・アイスマン(Katrin Eismann)、フォトショップのアルファテスターのようなアドビの常連もいれば、フォトショップ中心ではないフォトグラファーの意見を代弁するための新しいテスターも加わっていた。
だが、Shadowlandの開発は、フォトグラファーが本当に必要としているタスクベースのシステムのUIを設計するという強い意思がなければ、困難だった。
ジェフ・スキュー(Jeff Schewe)がアドビを訪問した際、マーク・ハンバーグ(Mark Hamburg)と食事をした。
マーク・ハンバーグ(Mark Hamburg)は、UIはPhotoshopとは違う設計にするべきだと強く感じていて、きっかけが必要だと嘆いていた。
彼は、チームに新しいアイディアと革新的な設計をもたらすUI設計者を獲得したいと考えていた。
そのため、過去の実績と厳しい開発状況でのUI設計の経験がある者を求めていた。
マーク・ハンバーグ(Mark Hamburg)は、元MetaCreationsのフィル・クレベンジャー(Phil Clevenger)に頼ることにした。
フィル・クレベンジャー(Phil Clevenger)は、時に一緒に仕事をするのが難しいカイ・クラウス(Kai Krause)と一緒に仕事をすることで、UI設計の骨子を築いた。

#### 競合製品の登場と社内闘争
2005年の1年間は、Shadowland開発チームにとっては苦難の連続だった。
Adobeは、マクロメディアの買収を完了させることへの固執と、Photoshopのチームは、Adobe Bridge 1.0を搭載したPhotoshop CS2を発売することに取り組んでいた。
そのため、社内ではShadowlandに使われていたエンジニアリングリソースをPhotoshopに使ったほうがいいと考えた人もいたと言ってもいいだろう。
さらに、AppleがApertureを開発中であり、ShadowlandよりもApertureの方が市場で勝つ確率が高いという事実に対しても社内で戦わなければならなかった。
2005年10月にニューヨークで開催されたPhotoplus Expo 2005で、Appleがデジタル写真編集を簡素化する新しいソフトウェアであるApertureを発表した。
発表されたApertureは、写真業界で大きな注目を集めた。
アップルはいつも製品の発表が上手で、Apertureは大きな注目を集めていた。
一方、マーク・ハンバーグ(Mark Hamburg)とShadowlandのチームは、プロの写真家向けにハイエンドのアプリケーションを販売するのは自分たちが初めてではないという事実に対処しなければならなかった。
しかし、プロ向けに設計されたアプリケーションが現実になり得るという彼らの主張は証明された。
Apertureは、多くの点でShadowlandを救った。
さらに、開発チームと非常に優秀で競争心を持っているAdobeエンジニアを含むAdobe全体に目標を与えた。

#### ベータ版製品のレビュー公開
Adobeが、2006年1月9日にAdobe Lightroomの正式発表を行った。
Adobeは、Adobeとしては異例の方法を選択し、間違いなく進行中のプロジェクトであるものを写真業界に提供し、レビューとコメントを求めた。

### Creative Cloudの登場による混乱
Adobe Photoshop Lightroom Classicは、デジタル写真の閲覧、編集、RAW現像、管理に特化したデスクトップ用ソフトウェアとして開発され、2007年02月19日にLightroom 1.0として販売を開始した。Adobe Photoshop Lightroomは、2015年04月21日にLightroom CC 2015として、初めて公開された。しかし、この時点で既にLightroom 6.0が存在していた。
Adobe Photoshop Lightroomは、旧Lightroom 1.0を源流として、概ね閲覧、編集、RAW現像、管理の機能を引継ぎ、オリジナル写真の保存場所が従来のローカルストレージをクラウドストレージに置き換えたソフトウェアサービスとして誕生した。2015年の少し前からクラウドサービスが雨後の筍のように生まれ、さらにサブスクリプションという新しい支払い形態が出てきていた時代であった。Adobeとしても高額なソフトウェアとしての販売よりも販売数を増やすために、クラウドサービスで月間または年間単位で利用料を従来よりもかなり安く、かつ使いたいときだけ支払ができるなどと謳って、支払い形態をサブスクリプションへ変更した。
ところが、既に旧Lightroom 6.xを購入して利用しているフォトグラファーの間でプロアマ問わずに大きく２つの不安と混乱が生じた。
１つ目は、Adobeは旧Lightroom 6.xを販売終了にして、Lightroom CC 2015へ統一するのではないかという不安が生じた。２つ目は、製品名はCC 2015の有無の違いしかなく、中身のソフトウェアとしての違いが議論となり、ユーザの間で一時的に混乱が生じた。当時の海外のユーザのブログや掲示板などでこれらの不安や混乱が見て取れる。 2017年10月18日に旧Lightroom 6.xの後継となるクラウドとの同期機能が追加されたLightroom Classic CC 7.0が発売されたことで、旧Lightroom 6.xの販売終了になるのではという不安は解消された。
しかしながら、中身のソフトウェアの機能についての違いについての混乱は続いた。具体的な事例の一つとして、それぞれにデジタル写真のコントラストなどをボタン一つで自動的に補正する便利な機能があるが、それぞれ２つの製品を用いて同一のデジタル写真に対して実行してもコントラストなどの補正結果が違うという問題が発生した。これは、Lightroom CC 2015が持つ補正機能のアルゴリズムが、従来からのLightroom Classic CCとは別物であることを示していた。さらには、Lightroom CC 2015においても、当初はソフトウェアの持っている機能とWebブラウザ経由で利用するクラウドサービスとして持っている機能に差があり、ソフトウェアとしてできることがクラウドサービスとしては機能を持っていなかったり、またその逆もあったりということがあったのが原因の一つになっていた。これらの問題は、バージョンアップを重ねることで徐々に解消されていった。
このような経緯があったため、当時のブログや掲示板では、２系統あるLightroomの製品名を混同して記載されていることがしばしば見受けられる。過去の公式サイト以外のHPなどでの操作方法の解説などでは、どちらのLightroomの系統でどのバージョンであるかに注意する必要がある。また、２系統の両製品ともバージョンアップを重ねるごとに、機能改善とともに機能名が変更される場合があるため、操作方法が変わっていることがあることにも注意が必要である。
ソフトウェアの買切りからクラウドサービスの月間または年間単位の支払に変わったことで、趣味で一眼レフカメラをしている人にとって、Lightroomを利用する価格の障壁が大幅に低くなった（1998年当時のAdobe製品といえば、macユーザ向けで高額の代名詞だった。Adobe Photoshop 5.0 日本語版の買切り価格で15万5000円から比べてバージョンアップ料込みと考えればずいぶんと安くなった）。

## 主な機能
前述した２系統のLightroomは、取り込んだデジタル写真画像を非破壊編集するようになっている。したがって、例えば露光を変更してもその画像には何ら変更が加えらることはない。ただし、この非破壊編集のポリシーも完全ではない。星評価やタグなどを設定した場合、Lightroomでは、そのまま画像に保存される。Lightroom Classicでは、画像へは保存されずカタログデータベースに保存される。ユーザがそれらの情報を画像へ適用する操作を行うことで初めて画像へ保存される。
世界中のデジタルカメラメーカのデジタルカメラならびにそのレンズの特性情報を基にRAW現像で補正ができる機能を２系統のLightroomとも持っている。それらの特性情報は、Adobeによってバージョンアップ時に追加や更新が行われる。

### Adobe Photoshop Lightroom
初心者向けデジタル写真の管理、閲覧、編集、共有の機能を備えたクラウド中心型ソフトウェアサービスである。

#### マイフォト
クラウドにアップロードされたすべての写真の一覧表示、最近追加した写真のみの表示、すべての写真を日付ごとにグルーピングして表示することができる。また、５段階の星評価や採用不採用フラグの設定、タグの追加などのデジタル写真の評価も行うことができる。この評価は、アルバム表示時にもできる。

#### アルバム
作成したアルバムごとの写真一覧を表示することができる。フォルダを作成することでアルバムを分けて管理することができる。

#### 編集
編集、切抜き、回転、ブラシ補正などの機能があり、編集メニューは、露光量、コントラスト、などのライト補正、ホワイトバランス、色温度、色被り補正などのカラー補正、レンズ補正などがあり、直感的に操作できるようにユーザーインタフェースが用意されている。
ヒストグラム表示を使うことで白飛び、黒つぶれの有無の確認とそれらを抑えながら現像処理を行うことができるが、撮影時の露出アンダー、露出オーバーとなったデジタル写真画像についてはこの限りではない（撮影時点でデジタルカメラのダイナミックレンジの範囲外のため）。

#### 共有
アルバムのサブメニューを使用することでアルバム自体を共有することができる。また、共有ボタンからFacebookへ公開することができる。

### Adobe Photoshop Lightroom Classic
RAW現像を行う人向けデジタル写真の管理、閲覧、編集、共有の機能を備えたソフトウェアである。このソフトウェアは、デジタル写真画像が５万～１０万個あってもスムーズに管理できるように作られている。
デジタル写真の現画像を非破壊編集とスムーズな管理を行うために、カタログというデータベースファイルを作成し、各種の現像設定やその履歴、画像情報、画像保管場所などがすべて記録される。そのファイルが、ストレージの故障やファイル自体の削除、損傷などで読み取れなくなると、それまでのすべての情報が消失するので、定期的にバックアップを取ることをお勧めする。

#### ライブラリ
取り込んだ写真をすべて表示したり、撮影日時、星評価、採用不採用フラグなどの条件で絞り込んで表示したりすることができる。また、５段階の星評価や採用不採用フラグの設定、タグの追加などのデジタル写真の評価も行うことができる。

#### 現像
DNG形式などRAW画像の露光量、コントラスト、ホワイトバランス、レンズゆがみ補正、ノイズ除去などの現像処理を行うことができる。JPG画像も同様の現像処理を行うことができるが、RAW画像以外は基本的にカメラ内部で露光量調整などの現像処理がされてJPG画像として保存されるため、一部の現像処理は利用できない。
ヒストグラム表示を使うことで白飛び、黒つぶれの有無の確認とそれらを抑えながら現像処理を行うことができるが、撮影時の露出アンダー、露出オーバーとなったデジタル写真画像についてはこの限りではない（撮影時点でデジタルカメラのダイナミックレンジの範囲外のため）。

#### マップ
画像のEXIF情報にGPS情報が設定されている場合、それらの写真が撮影された場所を地図上に表示して俯瞰することができる。撮影地ごとに写真を探し出す使い方ができる。

#### スライドショー
選択した写真からスライドショーを作成し、再生することができる。

#### プリント
画像をどのように印刷するかを指定して印刷することができる。

#### Web
HTMLのフォトギャラリーを作成することができる。

## 製品比較
|                               |                             | Adobe Photoshop Lightroom Classic | Adobe Photoshop Lightroom Classic | Adobe Photoshop Lightroom Classic | Adobe Photoshop Lightroom                   | Adobe Photoshop Lightroom                   | Adobe Photoshop Lightroom                   |
| ----------------------------- | --------------------------- | --------------------------------- | --------------------------------- | --------------------------------- | ------------------------------------------- | ------------------------------------------- | ------------------------------------------- |
| 発売済み製品名                | 発売済み製品名              | Lightroom                         | Lightroom Classic CC              | Lightroom Classic                 | Lightroom CC 2015                           | Lightroom CC                                | Lightroom                                   |
| エコシステム                  | エコシステム                | Local-centric ecosystem           | Local-centric ecosystem           | Local-centric ecosystem           | Cloud-centric ecosystem                     | Cloud-centric ecosystem                     | Cloud-centric ecosystem                     |
| ユーザ使用ライセンス          | ユーザ使用ライセンス        | 永久                              | 期間限定                          | 期間限定                          | 期間限定                                    | 期間限定                                    | 期間限定                                    |
| ライセンス料支払方法          | ライセンス料支払方法        | 買切り                            | サブスクリプション（月間／年間）  | サブスクリプション（月間／年間）  | サブスクリプション（月間／年間）            | サブスクリプション（月間／年間）            | サブスクリプション（月間／年間）            |
| 初回リリース日                | 初回リリース日              | 2007/02/19                        | 2017/10/18                        | 2020/06/16                        | 2015/04/21                                  | 2017/10/18                                  | 2019/05/14                                  |
| 最新リリース日                | 最新リリース日              | 2017/12/19                        | 2020/04/14                        | 2023/06/13                        | 2017/10/26                                  | 2019/04/02                                  | 2023/06/13                                  |
| 初回バージョン                | 初回バージョン              | 1.0                               | 7.0                               | 9.3                               | 2015                                        | 1.0                                         | 2.3                                         |
| 最新バージョン                | 最新バージョン              | 6.14                              | 9.2.1                             | 12.4                              | 2015.13                                     | 2.2.1                                       | 6.4                                         |
| 販売状況                      | 販売状況                    | 終了                              | 終了                              | 継続中                            | 終了                                        | 終了                                        | 継続中                                      |
| オリジナルファイル 保存場所   | オリジナルファイル 保存場所 | ローカルストレージ （HDD, SSD）   | ローカルストレージ （HDD, SSD）   | ローカルストレージ （HDD, SSD）   | クラウドストレージ （Adobe Creative Cloud） | クラウドストレージ （Adobe Creative Cloud） | クラウドストレージ （Adobe Creative Cloud） |
| 提供アプリケーション 動作環境 | デスクトップ                | Windows, macOS                    | Windows, macOS                    | Windows, macOS                    | Windows, macOS                              | Windows, macOS                              | Windows, macOS                              |
| 提供アプリケーション 動作環境 | Web                         | -                                 | -                                 | -                                 | Edge, Chrome, Firefox                       | Edge, Chrome, Firefox                       | Edge, Chrome, Firefox                       |
| 提供アプリケーション 動作環境 | モバイル                    | -                                 | -                                 | -                                 | iOS, iPadOS, Android                        | iOS, iPadOS, Android                        | iOS, iPadOS, Android                        |

## システム要件

### Adobe Photoshop Lightroom Classicの最小および推奨ハードウェア要件[14]
|                    |                                             |                                             | Windows                                                         | Windows                                                         | macOS                                | macOS                                |
| 最小               | 推奨                                        | 最小                                        | 推奨                                                            |                                                                 |                                      |                                      |
| ------------------ | ------------------------------------------- | ------------------------------------------- | --------------------------------------------------------------- | --------------------------------------------------------------- | ------------------------------------ | ------------------------------------ |
| CPU                | 対応製品                                    | 対応製品                                    | 第6世代 以降 Intel Core i シリーズ または AMD                   | 第6世代 以降 Intel Core i シリーズ または AMD                   | Intel または Apple Silicon           | Intel または Apple Silicon           |
| CPU                | 基本周波数                                  | 基本周波数                                  | 2.0 GHz 以上                                                    | 2.0 GHz 以上                                                    | 2.0 GHz 以上                         | 2.0 GHz 以上                         |
| CPU                | コア数                                      | コア数                                      | 1 個以上                                                        | 1 個以上                                                        | 2 個以上                             | 2 個以上                             |
| CPU                | 64bit命令セット                             | 64bit命令セット                             | 必須                                                            | 必須                                                            | 必須                                 | 必須                                 |
| CPU                | 拡張命令                                    | 拡張命令                                    | SSE 4.2以降                                                     | SSE 4.2以降                                                     | SSE 4.2以降                          | SSE 4.2以降                          |
| CPU                | 内蔵GPU                                     | 内蔵GPU                                     | 必須                                                            | 任意                                                            | 必須                                 | 任意                                 |
| OS                 | 対応バージョン                              | 対応バージョン                              | Windows 10 64bit Version 20H2 以降 Windows 11 Version 21H1 以降 | Windows 10 64bit Version 20H2 以降 Windows 11 Version 21H1 以降 | macOS 11.0 以降                      | macOS 11.0 以降                      |
| RAM                | 物理サイズ                                  | 物理サイズ                                  | 8 GB                                                            | 16 GB 以上                                                      | 8 GB                                 | 16 GB 以上                           |
| HDD                | インストール用空き容量                      | インストール用空き容量                      | 4 GB + セットアップファイルサイズ                               | 4 GB + セットアップファイルサイズ                               | 4 GB + セットアップファイルサイズ    | 4 GB + セットアップファイルサイズ    |
| HDD                | ファイルシステム                            | ファイルシステム                            | －                                                              | －                                                              | 大文字小文字区別なしのみ             | 大文字小文字区別なしのみ             |
| HDD                | ストレージ種別                              | ストレージ種別                              | －                                                              | －                                                              | リームバブルフラッシュストレージ以外 | リームバブルフラッシュストレージ以外 |
| ディスプレイ       | 対応解像度                                  | 対応解像度                                  | 1024 x 768 以上                                                 | 1920 x 1080 以上                                                | 1024 x 768 以上                      | 1920 x 1080 以上                     |
| ディスプレイ       | Deep Color表示                              | Deep Color表示                              | －                                                              | －                                                              | －                                   | －                                   |
| GPU                | 拡張カード                                  | 拡張カード                                  | 任意                                                            | 必須                                                            | 任意                                 | 必須                                 |
| GPU                | Deep Color出力                              | Deep Color出力                              | －                                                              | －                                                              | －                                   | －                                   |
| GPU                | 対応API                                     | 対応API                                     | DirectX 12                                                      | DirectX 12                                                      | Metal Metal 対応の Mac、iPad、iPhone | Metal Metal 対応の Mac、iPad、iPhone |
| GPU                | 専用ビデオ メモリ                           | 内蔵(CPU)                                   | －（RAMを使用）                                                 | －（RAMを使用）                                                 | －（RAMを使用）                      | －（RAMを使用）                      |
| GPU                | 専用ビデオ メモリ                           | 外部                                        | 2 GB                                                            | 8 GB                                                            | 2 GB                                 | 8 GB                                 |
| GPU                | 最大対応GPU数                               | 最大対応GPU数                               | 1 個                                                            | 1 個                                                            | 1 個                                 | 1 個                                 |
| GPU                | 演算性能目安スコア GPU演算ベンチマーク (EN) | 演算性能目安スコア GPU演算ベンチマーク (EN) | 任意                                                            | 2,000 以上                                                      | 任意                                 | 2,000 以上                           |
| インターネット接続 | ソフトウェア ライセンス認証                 | ソフトウェア ライセンス認証                 | 必須                                                            | 必須                                                            | 必須                                 | 必須                                 |
| インターネット接続 | サブスクリプション 検証（30日ごと）         | サブスクリプション 検証（30日ごと）         | 必須                                                            | 必須                                                            | 必須                                 | 必須                                 |
| インターネット接続 | Adobeオンライン サービス連携                | Adobeオンライン サービス連携                | 必須                                                            | 必須                                                            | 必須                                 | 必須                                 |

### Adobe Photoshop Lightroomの最小および推奨ハードウェア要件[18]
|                    |                                             |                                             | Windows                                       | Windows                                       | macOS                                | macOS                                |
| 最小               | 推奨                                        | 最小                                        | 推奨                                          |                                               |                                      |                                      |
| ------------------ | ------------------------------------------- | ------------------------------------------- | --------------------------------------------- | --------------------------------------------- | ------------------------------------ | ------------------------------------ |
| CPU                | 対応製品                                    | 対応製品                                    | 第6世代 以降 Intel Core i シリーズ または AMD | 第6世代 以降 Intel Core i シリーズ または AMD | Intel                                | Intel                                |
| CPU                | 基本周波数                                  | 基本周波数                                  | 2.0 GHz 以上                                  | 2.0 GHz 以上                                  | 2.0 GHz 以上                         | 2.0 GHz 以上                         |
| CPU                | コア数                                      | コア数                                      | 1 個以上                                      | 1 個以上                                      | 2 個以上                             | 2 個以上                             |
| CPU                | 64bit命令セット                             | 64bit命令セット                             | 必須                                          | 必須                                          | 必須                                 | 必須                                 |
| CPU                | 拡張命令                                    | 拡張命令                                    | SSE 4.2以降                                   | SSE 4.2以降                                   | SSE 4.2以降                          | SSE 4.2以降                          |
| CPU                | 内蔵GPU                                     | 内蔵GPU                                     | 必須                                          | 任意                                          | 必須                                 | 任意                                 |
| OS                 | 対応バージョン                              | 対応バージョン                              | Windows 10 64bit Version 20H2 以降            | Windows 10 64bit Version 20H2 以降            | macOS 11.0 以降                      | macOS 12.0                           |
| RAM                | 物理サイズ                                  | 物理サイズ                                  | 8 GB                                          | 16 GB 以上                                    | 8 GB                                 | 16 GB                                |
| HDD                | インストール用空き容量                      | インストール用空き容量                      | 10 GB + セットアップファイルサイズ            | 10 GB + セットアップファイルサイズ            | 10 GB + セットアップファイルサイズ   | 10 GB + セットアップファイルサイズ   |
| HDD                | ファイルシステム                            | ファイルシステム                            | －                                            | －                                            | 大文字小文字区別なしのみ             | 大文字小文字区別なしのみ             |
| HDD                | ストレージ種別                              | ストレージ種別                              | －                                            | －                                            | リームバブルフラッシュストレージ以外 | リームバブルフラッシュストレージ以外 |
| ディスプレイ       | 対応解像度                                  | 対応解像度                                  | 1024 x 768 以上                               | 1920 x 1080 以上                              | 1024 x 768 以上                      | 1920 x 1080 以上                     |
| ディスプレイ       | Deep Color表示                              | Deep Color表示                              | －                                            | －                                            | －                                   | －                                   |
| GPU                | 拡張カード                                  | 拡張カード                                  | 任意                                          | 必須                                          | 任意                                 | 必須                                 |
| GPU                | Deep Color出力                              | Deep Color出力                              | －                                            | －                                            | －                                   | －                                   |
| GPU                | 対応API                                     | 対応API                                     | DirectX 12                                    | DirectX 12                                    | Metal Metal 対応の Mac、iPad、iPhone | Metal Metal 対応の Mac、iPad、iPhone |
| GPU                | 専用ビデオ メモリ                           | 内蔵(CPU)                                   | －（RAMを使用）                               | －（RAMを使用）                               | －（RAMを使用）                      | －（RAMを使用）                      |
| GPU                | 専用ビデオ メモリ                           | 外部                                        | 2 GB                                          | 8 GB                                          | 2 GB                                 | 8 GB                                 |
| GPU                | 最大対応GPU数                               | 最大対応GPU数                               | 1 個                                          | 1 個                                          | 1 個                                 | 1 個                                 |
| GPU                | 演算性能目安スコア GPU演算ベンチマーク (EN) | 演算性能目安スコア GPU演算ベンチマーク (EN) | 任意                                          | 2,000 以上                                    | 任意                                 | 2,000 以上                           |
| インターネット接続 | ソフトウェア ライセンス認証                 | ソフトウェア ライセンス認証                 | 必須                                          | 必須                                          | 必須                                 | 必須                                 |
| インターネット接続 | サブスクリプション 検証（30日ごと）         | サブスクリプション 検証（30日ごと）         | 必須                                          | 必須                                          | 必須                                 | 必須                                 |
| インターネット接続 | Adobeオンライン サービス連携                | Adobeオンライン サービス連携                | 必須                                          | 必須                                          | 必須                                 | 必須                                 |

## 公式リリース情報
公式発表された最新リリースの新機能、既知の問題および修正された問題については、それぞれの製品の該当する項目を参照のこと。また、過去にリリースした古いバージョンの製品についても、それぞれの製品ごとに記録されている。

### Adobe Photoshop Lightroom Classic
- 新機能
- 既知の問題
- 修正された問題

### Adobe Photoshop Lightroom
- 新機能
- 既知の問題
- 修正された問題

## 競合製品
この製品は、写真画像のRAW現像およびカタログ管理の機能が大きな特徴になっている。したがって、それらの機能を持っている主要な他製品を競合製品として表に記載した。
| 製品名                        | 販売元                                                     | 確認日        |
| ----------------------------- | ---------------------------------------------------------- | ------------- |
| Photoshop Elements            | アドビ株式会社                                             | 2023年7月22日 |
| SILKYPIX Developer Studio Pro | アドワー株式会社（旧社名：株式会社市川ソフトラボラトリー） | 2023年7月22日 |
| DxO PhotoLab                  | DxO                                                        | 2023年7月22日 |
| Capture One Pro               | Capture One                                                | 2023年7月22日 |